# Ricardo Gómez (actor)
Ricardo Parrondo Gómez (Madrid, 25 de febrero de 1994), más conocido como Ricardo Gómez, es un actor español especialmente conocido por dar vida a Carlos Alcántara Fernández en la serie de televisión Cuéntame cómo pasó.

## Biografía
Nació en Madrid, aunque su familia es de Santiago de Compostela. Actualmente estudia Literatura General y Comparada en la Universidad Complutense de Madrid.
Empezó su carrera como actor en el Teatro Lope de Vega de Madrid, interpretando el papel de Chip (la tacita) en la producción musical de La bella y la bestia a los 5 años de edad.
En 2001, con tan solo 7 años, debutó en la pequeña pantalla en la serie de Televisión Española Cuéntame cómo pasó donde interpretó a Carlos Alcántara, el hijo menor de la familia Alcántara. Gómez participó desde la primera hasta la decimonovena temporada de la serie.
En 2008 participó en el documental de TVE El espíritu de la democracia, interpretando a Carlos Alcántara. Se trata de un documental del programa Informe Semanal en el que se conmemoran los 30 años de la Constitución Española.
En diciembre de 2016 estrena la película 1898. Los últimos de Filipinas, un drama histórico sobre los soldados españoles sitiados en la iglesia de Baler en la isla de Luzón, Filipinas. Gómez interpreta al soldado José, uno de los hombres que quedó retenido en dicha capilla por parte de los insurrectos filipinos. Su participación en esta película le valió una nominación a los Premios Goya como mejor actor revelación, galardón que finalmente terminó llevándose Carlos Santos.
También ese año forma parte del elenco de la obra de teatro La Cocina, del dramaturgo Arnold Wesker, dirigida por Sergio Peris-Mencheta en el teatro Valle-Inclán de Madrid. La creación recibió innumerables elogios por parte de crítica y público, llegando a agotar entradas en múltiples ocasiones. Gómez compartió escenario con 26 actores y actrices entre los que destacan Alejo Sauras, Silvia Abascal y Roberto Álamo entre otros.
Además, a principios de diciembre de 2016 estrenó la miniserie de televisión El padre de Caín en Telecinco, un drama protagonizado por Aura Garrido, Quim Gutiérrez y Oona Chaplin sobre el terrorismo de ETA durante los años ochenta en España.
Es protagonista de uno de los episodios de Temporada Baja de Flooxer.
En septiembre de 2018 estrenó la serie Vivir sin permiso de Telecinco donde da vida a Alejandro, el novio en la ficción de Carlos, papel desempeñado por Àlex Monner, el cual es el hijo del narcotraficante sobre el que gira la historia (José Coronado). Como casualidad, volverá a coincidir en la pequeña pantalla con Claudia Traisac, su compañera de reparto en Cuéntame cómo pasó. Tras la emisión de la primera temporada, se confirmó que se grabaría una segunda tanda de capítulos.
Entre marzo y abril de 2018 protagonizó junto a Irene Escolar la obra Mammón de los directores Nao Albet y Marcel Borràs, en los Teatros del Canal de Madrid, por la que ganó el Fotograma de plata al mejor actor de teatro. En noviembre del mismo año estrenó la obra Rojo de John Logan, en la que comparte escenario con Juan Echanove, que además dirige el montaje. La obra se estrenó el 9 de noviembre de en el Teatro Calderón de Valladolid, y posteriormente se trasladó al Teatro Español de Madrid. El montaje cuenta también con una gira por España que incluye funciones en el Teatro Lope de Vega de Sevilla, el Teatro Arriaga de Bilbao, y el Teatro Rosalía de Castro de La Coruña entre otros.

## Cuéntame cómo pasó

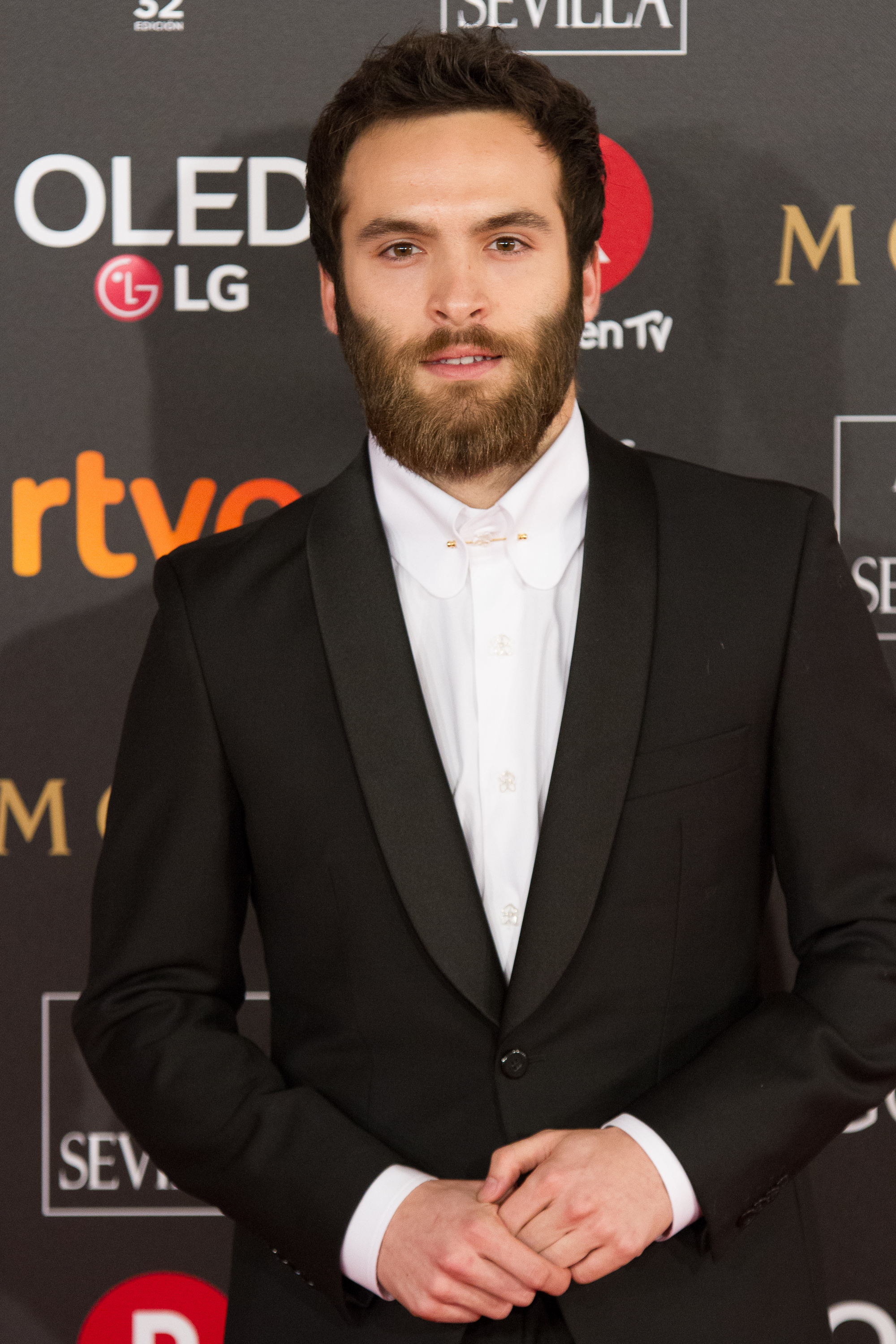
Ricardo Gómez en los Premios Goya 2018.

Ricardo Gómez dio vida a Carlos Alcántara en la serie Cuéntame cómo pasó desde 2001 a 2018.
El 29 de mayo de 2018 se anunció que el actor abandonaba la serie por decisión propia al finalizar la temporada 19. Eso sí, la puerta quedó abierta a su personaje y a él, por si en el futuro desea regresar a la producción. Hecho que finalmente terminó sucediendo en el capítulo final de la temporada 23, la última de la serie. 

## Filmografía como actor

### Cine
| Año  | Título original                | Director                       | Personaje   | Notas                                     |
| ---- | ------------------------------ | ------------------------------ | ----------- | ----------------------------------------- |
| 2003 | Los Reyes Magos                | Antonio Navarro                | Jimmy (voz) |                                           |
| 2004 | Tiovivo c.1950                 | José Luis Garci                | Acisclito   |                                           |
| 2004 | Héroe de verdad                | María Rodríguez Rabaldán       | Santi       | Cortometraje                              |
| 2009 | Cosas de críos                 | Eva Nieto                      | Menor       | Cortometraje                              |
| 2016 | 1898: Los últimos de Filipinas | Salvador Calvo                 | José        | Nominado al Goya a mejor actor revelación |
| 2019 | Un cuento al revés             | Inés Pintor y Pablo Santidrián | Javier      | Cortometraje                              |
| 2021 | Donde caben dos                | Paco Caballero                 | Víctor      |                                           |
| 2021 | El sustituto                   | Óscar Aibar                    | Andrés      |                                           |
| 2021 | Mía y Moi                      | Borja de la Vega               | Moi         |                                           |
| 2022 | La casa entre los cactus       | Carlota González-Adrio         | Rafa        |                                           |
| 2023 | Venus                          | Víctor Conde                   | Cliente     |                                           |
| 2024 | Soy Nevenka                    | Icíar Bollaín                  | Lucas       |                                           |

### Televisión
| Año               | Título original    | Cadena              | Personaje               | Episodios     |
| ----------------- | ------------------ | ------------------- | ----------------------- | ------------- |
| 2001 - 2018; 2023 | Cuéntame cómo pasó | La 1                | Carlos Alcántara        | 367 episodios |
| 2016              | Temporada baja     | Flooxer             | Gunter                  | 1 episodio    |
| 2016              | El padre de Caín   | Telecinco           | Daniel Rodríguez        | 1 episodio    |
| 2016; 2024        | Citas Barcelona    | Amazon Prime Video  | Bruno                   | 2 episodios   |
| 2018              | Vivir sin permiso  | Telecinco           | Alejandro Lamas         | 11 episodios  |
| 2020              | Escenario 0        | HBO España          | Ricardo                 | 1 episodio    |
| 2022              | La ruta            | Atresplayer Premium | Vicente Aberola "Sento" | 8 episodios   |
| 2023              | Romancero          | Amazon Prime Video  | Diego Sorroche          | 5 episodios   |

### Teatro
| Año         | Título                                  | Director                  | Personaje       |
| ----------- | --------------------------------------- | ------------------------- | --------------- |
| 1999 - 2002 | La Bella y La Bestia                    | Dan Mojica                | Chip            |
| 2006        | Siglo XX que estás en los cielos        | Blanca Portillo           | Niño            |
| 2006        | El último viaje del almirante           | Jorge Díaz                | Cristóbal Colón |
| 2006        | El señor Ibrahím y las flores del corán | Ernesto Caballero         | Momó            |
| 2016        | La cocina                               | Sergio Peris-Mencheta     | Pinche          |
| 2017        | Orestiada                               | José Carlos Plaza         | Orestes         |
| 2018        | Mammón                                  | Nao Albet y Marcel Borràs | Ricardo         |
| 2018 - 2019 | Rojo                                    | Gerardo Vera              | Ken             |
| 2021        | El hombre almohada                      | David Serrano             | Michal          |

## Filmografía como director
- Gracias por venir (2016), cortometraje.
- Cariño (2017), cortometraje, junto a Miki Esparbé.

## Premios y nominaciones
| Año  | Premio                                              | Categoría                | Película                       | Resultado |
| ---- | --------------------------------------------------- | ------------------------ | ------------------------------ | --------- |
| 2016 | Premios Goya                                        | Mejor actor revelación   | 1898: Los últimos de Filipinas | Nominado  |
| 2016 | Unión de Actores y Actrices                         | Mejor actor revelación   | 1898: Los últimos de Filipinas | Nominado  |
| 2016 | Medallas del Círculo de Escritores Cinematográficos | Mejor actor revelación   | 1898: Los últimos de Filipinas | Nominado  |
| 2019 | Fotogramas de Plata                                 | Mejor actor de teatro    | Mammón                         | Ganador   |
| 2022 | Premios Feroz                                       | Mejor actor protagonista | El sustituto                   | Nominado  |
| 2025 | Premio Ciudad de Melilla                            |                          |                                | Ganador   |

## Vida privada
Desde primavera de 2015 mantuvo una relación con la actriz Ana Rujas, que terminó en noviembre de ese mismo año. En primavera de 2017 empezó una relación con la actriz catalana Bruna Cusí, que terminó en verano de 2018.